# Jihovýchodní front (druhá světová válka)
Jihovýchodní front (rusky Юго-Восточный фронт) byl název vojenské formace Rudé armády za druhé světové války.

## Historie
Jihovýchodní front byl vytvořen 7. srpna 1942 podle rozkazu Stavky z 5. srpna z levého křídla Stalingradského frontu.
Front převzal obranu jižní části fronty u Stalingradu s cílem nepřipustit postup nepřítele k městu a k Volze jižně od města. V zájmu sjednocení obranného úsilí v stalingradské bitvě byl od 9. srpna veliteli Jihovýchodního frontu podřízen Stalingradský front, Volžská flotila a od 15/16. srpna i Stalingradský vojenský okruh a Stalingradský sborový rajón PVO.V průběhu srpna a září se front úporně bránil německé ofenzívě.
28. září byl front na základě rozkazu Stavky z téhož dne přejmenován na Stalingradský front.

## Podřízené jednotky
- 51. armáda (7. srpna – 28. září 1942)
- 57. armáda (7. srpna – 28. září 1942)
- 64. armáda (7. srpna – 28. září 1942)

- 1. gardová armáda (9. – 18. srpna 1942)
- 62. armáda (30. srpna – 28. září 1942)
- 28. armáda (9. září – 28. září 1942)
- 8. letecká armáda (15. září – 28. září 1942)

## Velení
Velitel
- 7. srpna – 28. září 1942 generálplukovník Andrej Ivanovič Jerjomenko

Člen vojenské rady
- 7. srpna – srpen 1942 brigádní komisař Vladimír Makarovič Lajok
- srpen – 28. září 1942 Nikita Sergejevič Chruščov

Náčelník štábu
- 7. srpna – 28. září 1942 generálmajor Georgij Fjodorovič Zacharov